# Воскресенка (Благовіщенський район)
Воскресе́нка (рос. Воскресенка, башк. Воскресенка) — присілок (в минулому селище) у складі Благовіщенського району Башкортостану, Росія. Входить до складу Ільїно-Полянської сільської ради.
Населення — 17 осіб (2010; 8 в 2002).
Національний склад:
- росіяни — 87 %